# Touët-sur-Var

Touët-sur-Var este o comună în departamentul Alpes-Maritimes din sud-estul Franței. În 1 ianuarie 2022 avea o populație de 743 de locuitori.